# Lindsay (Californie)
Pour les articles homonymes, voir Lindsay.
La ville américaine de Lindsay est située dans le comté de Tulare, dans l’État de Californie. Le recensement de 2010 a indiqué une population de 11 768 habitants.

## Démographie
| 1910  | 1920  | 1930  | 1940  | 1950  | 1960  |
| ----- | ----- | ----- | ----- | ----- | ----- |
| 1 814 | 2 576 | 3 878 | 4 397 | 5 060 | 5 397 |

| 1970  | 1980  | 1990  | 2000   | 2010   | - |
| ----- | ----- | ----- | ------ | ------ | - |
| 5 206 | 6 936 | 8 338 | 10 297 | 11 768 | - |